# 1152년

## 연호
- 남송(南宋) 소흥(紹興) 22년
- 금(金) 천덕(天德) 4년
- 일본(日本) 닌페이(仁平) 2년
- 서하(西夏) 천성(天盛) 4년
- 리 왕조(李朝) 다이딘(大定) 13년

## 기년
- 남송(南宋) 고종(高宗) 26년
- 금(金) 해릉양왕(海陵煬王) 4년
- 고려(高麗) 의종(毅宗) 6년
- 서하(西夏) 인종(仁宗) 13년
- 리 왕조(李朝) 영종(英宗) 15년

## 사건
- 5월 18일 - 헨리 2세와 아키텐의 엘레오노르 결혼

## 탄생
- 고려(高麗)의 22대 국왕(國王) 강종(康宗)